# Thom Bierdz

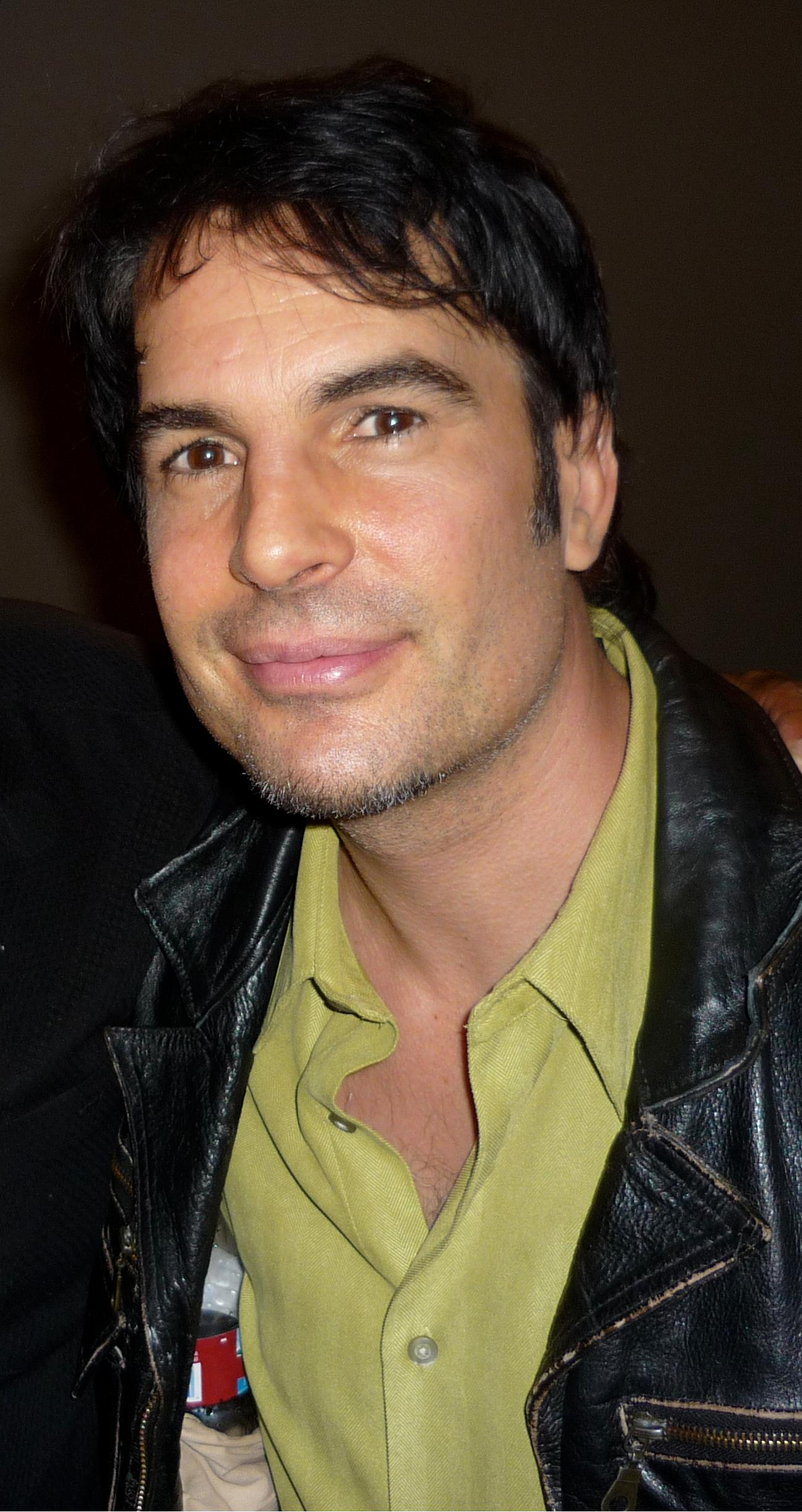

Thom Bierdz (25 de março de 1962, Kenosha, Wisconsin) é um ator americano, mais conhecido pela representação de Phillip Chanceler III no drama "The Young and the Restless", aparecendo entre 1986 e 1989, retornando para uma sequência de "sonho" em 2004 e em uma surpreendente volta ao papel em maio de 2009. 

## Biografia
Em Julho de 1989 logo depois que deixou "The Young and the Restless", e exercer papéis no cinema, seu irmão mais novo Troy, sob um surto de esquizofrenia, bateu em sua mãe até a morte com um taco de basebol. Ele está cumprindo uma sentença de prisão perpétua em uma prisão de Wisconsin. Em maio de 2002, seu outro irmão Gregg se suicidou. Ele tem uma irmã sobrevivente, sua irmã mais velha, Hope. Bierdz dedicou parte de sua vida à pintura. Em 2005, ele recebeu o "2005 Out Magazine Best Emerging Artist of Los Angeles". Ele também é o recebedor da "Key to the Light Award from The Theylains". Thom também escreveu uma autobiografia intitulada "Perdoar Troy", que recebeu o Prêmio de Melhor Autobiografia E.U.A. Book News. 
Em setembro de 2009, no The Human Rights Campaign (Campanha dos Direitos Humanos), com o tema "Speak Your Truth" (Fale Sua Verdade), apresentado por Thom com sua visibilidade por suas contribuições e continuados trabalhos de caridade para os direitos humanos, através de sua arte, sua atuação como ator e sua escrita.
Bierdz é abertamente gay. 